# Paul Iacono

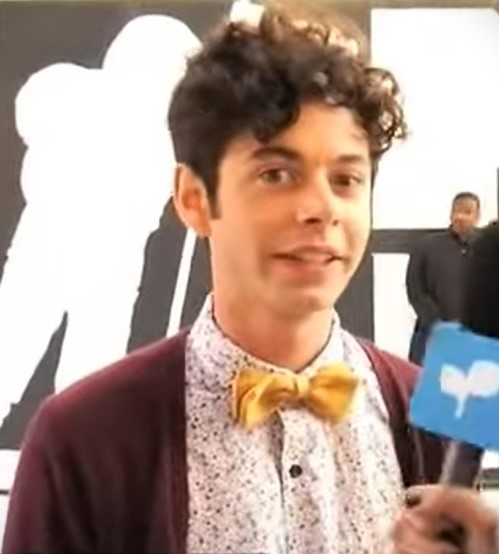
Paul Iacono (2011)

Paul Stanley Iacono (* 7. September 1988 in Secaucus, New Jersey) ist ein US-amerikanischer Schauspieler und Dramaturg. Einem deutschen Publikum wurde er vor allem durch seine Rolle in der Comedyserie The Hard Times of RJ Berger bekannt, die vom 22. August 2010 bis zum 31. Mai 2011 auf MTV ausgestrahlt wurde.

## Leben
Paul Iacono wurde als Sohn italienischstämmiger Eltern in Secaucus, New Jersey geboren. Seinen ersten Fernsehauftritt hatte Iacono 1995 in der US-amerikanischen Seifenoper Another World, in der er den siebenjährigen Jake Jr. verkörperte. Im selben Jahr wurde bei ihm Leukämie festgestellt. Paul Iacono besuchte die High School of Performing Art in Manhattan und schloss diese im Jahr 2006 ab. Nach etlichen Nebenrollen in Theater, Film und Fernsehen sowie einigen Auftritten in Talkshows hatte Iacono 2009 seinen ersten internationalen Auftritt im Film Fame als Neil Baczynsky. Einen gewissen Bekanntheitsgrad und seinen endgültigen internationalen Durchbruch schaffte er 2010 durch die von MTV produzierte Fernsehserie The Hard Times of RJ Berger, in der er die Hauptrolle, den unbeliebten Teenager RJ Berger, spielte.
Neben der Schauspielerei schreibt Paul Iacono auch Theaterstücke, darunter etwa Prince/Elizabeth mit Taylor Momsen und Connor Paolo aus Gossip Girl.
Iacono ist offen homosexuell, nachdem er sich bei der Promotion für sein neuestes MTV-Projekt Kenzie’s Scale im April 2012 outete.

## Filmografie (Auswahl)
- 1995–1996: Another World (Fernsehserie, eine Folge)
- 1997/1999: Springfield Story (Guiding Light ) (Fernsehserie, zwei Folgen)
- 1997/1999: Jung und Leidenschaftlich – Wie das Leben so spielt (As the World Turns) (Fernsehserie, zwei Folgen)
- 2002: Dora (Sprechrolle)
- 2004: Winter Solstice
- 2005: The Naked Brothers Band: Der Film (The Naked Brothers Band: The Movie)
- 2007: Human Giant (Fernsehserie, zwei Folgen)
- 2008: Glow Ropes: The Rise and Fall of a Bar Mitzvah Emcee
- 2008: Return to Sleepaway Camp
- 2009: Fame
- 2010: Consent
- 2010–2011: The Hard Times of RJ Berger (Fernsehserie, 24 Folgen)
- 2012: Mac & Devin Go to High School
- 2012: Rhymes with Banana
- 2013: G.B.F.
- 2013: First Impact – Der Paketbombenjäger (No God, No Master)
- 2014: Deadbeat (Fernsehserie, eine Folge)
- 2014: Animal
- 2014: It Could Be Worse (Fernsehserie, eine Folge)
- 2016: Girls (Fernsehserie, eine Folge)
- 2016: Baked in Brooklyn
- 2017: Dating My Mother
- 2018: The Bad Guys
- 2019: Extracurricular Activities